# Masakazu Suzuki
Masakazu Suzuki (鈴木 政一 Suzuki Masakazu?), född 1 januari 1955, är en japansk tidigare fotbollsspelare och tränare.
Han blev utsedd till J.League "Manager of the Year" 2001 och 2002.
Masakazu Suzuki var tränare för det U20 japanska landslaget 2013–2014.